# Světový pohár v alpském lyžování 2008/2009
43. ročník Světového poháru v alpském lyžování započal 25. října 2008 v rakouském Söldenu obřím slalomem žen a o den později stejnou disciplínou mužů. Finále světového poháru se uskutečnilo od 11. března do 14. března 2009 ve švédském Åre.
Muži měli na programu celkem 37 závodů (9× sjezd, 6× super G, 8× obří slalom, 10× slalom, 3× superkombinace a 1× kombinace). Ženy měly na programu 35 závodů (8× sjezd, 7× super G, 8× obří slalom, 9× slalom a 3× superkombinace).
Mistrovství světa v alpském lyžování 2009 se uskutečnilo ve francouzském Val-d'Isère od 3. února do 15. února 2009.

## Kalendář
| Datum               | Místo                  | Vítěz                  | Datum               | Místo                  | Vítězka                           |
| Sjezd muži          | Sjezd muži             | Sjezd muži             | Sjezd ženy          | Sjezd ženy             | Sjezd ženy                        |
| ------------------- | ---------------------- | ---------------------- | ------------------- | ---------------------- | --------------------------------- |
| 29. 11.             | Lake Louise            | Peter Fill             | 5. 12.              | Lake Louise            | Lindsey Vonnová                   |
| 5. 12.              | Beaver Creek           | Aksel Lund Svindal     | 6. 12.              | Lake Louise            | přesunuto na 23. 1.               |
| 20. 12.             | Gröden                 | Michael Walchhofer     | 21. 12.             | Svatý Mořic            | přesunuto na 27. 2.               |
| 28. 12.             | Bormio                 | Christof Innerhofer    | 18. 1.              | Altenmarkt             | Dominique Gisinová Anja Pärsonová |
| 17. 1.              | Wengen                 | Didier Défago          | 23. 1..             | Cortina d'Ampezzo      | zrušeno                           |
| 24. 1.              | Kitzbühel              | Didier Défago          | 24. 1.              | Cortina d'Ampezzo      | Dominique Gisinová                |
| 30. 1.              | Garmisch-Partenkirchen | přesunuto na 6. 3.     | 21. 2.              | Tarvisio               | Gina Stechert                     |
| 6. 3.               | Kvitfjell              | Manuel Osborne-Paradis | 27. 2.              | Bansko                 | Fabienne Suter                    |
| 7. 3.               | Kvitfjell              | Klaus Kröll            | 28. 2.              | Bansko                 | Andrea Fischbacherová             |
| 11. 3.              | Åre                    | [[]]                   | 11. 3.              | Åre                    | [[]]                              |
| Super G muži        | Super G muži           | Super G muži           | Super G ženy        | Super G ženy           | Super G ženy                      |
| 30. 11.             | Lake Louise            | Hermann Maier          | 7. 12.              | Lake Louise            | Nadia Fanchini                    |
| 6. 12.              | Beaver Creek           | Aksel Lund Svindal     | 20. 12.             | Svatý Mořic            | Lara Gutová-Behramiová            |
| 19. 12.             | Gröden                 | Werner Heel            | 26. 1.              | Cortina d'Ampezzo      | Jessica Lindellová-Vikarbyová     |
| 23. 1.              | Kitzbühel              | Klaus Kröll            | 1. 2.               | Garmisch-Partenkirchen | Lindsey Vonnová                   |
| 8. 3.               | Kvitfjell              | zrušeno                | 1. 2.               | Tarvisio               | Lindsey Vonnová                   |
| 12. 3.              | Åre                    | [[]]                   | 1. 2.               | Bansko                 | Lindsey Vonnová                   |
|                     |                        |                        | 12. 3.              | Åre                    | [[]]                              |
| Obří slalom muži    | Obří slalom muži       | Obří slalom muži       | Obří slalom ženy    | Obří slalom ženy       | Obří slalom ženy                  |
| 26. 10.             | Sölden                 | Daniel Albrecht        | 25. 10.             | Sölden                 | Kathrin Zettelová                 |
| 7. 12.              | Beaver Creek           | Benjamin Raich         | 29. 11.             | Aspen                  | Tessa Worleyová                   |
| 13. 12.             | Val-d'Isère            | Carlo Janka            | 13. 12.             | La Molina              | Tanja Poutiainenová               |
| 21. 12.             | Alta Badia             | Daniel Albrecht        | 28. 12.             | Semmering              | Kathrin Zettelová                 |
| 10. 1.              | Adelboden              | Benjamin Raich         | 10. 1.              | Maribor                | Tina Mazeová                      |
| 21. 2.              | Sestriere              | Didier Cuche           | 25. 1.              | Cortina d'Ampezzo      | Kathrin Zettelová                 |
| 28. 2.              | Kranjska Gora          | Ted Ligety             | 6. 3.               | Ofterschwang           | Kathrin Zettelová                 |
| 13. 3.              | Åre                    | [[]]                   | 4. 3.               | Åre                    | [[]]                              |
| Slalom muži         | Slalom muži            | Slalom muži            | Slalom ženy         | Slalom ženy            | Slalom ženy                       |
| 16. 11.             | Levi                   | Jean-Baptiste Grange   | 15. 11.             | Levi                   | Lindsey Vonnová                   |
| 14.12               | Val-d'Isère            | přesunuto na 22. 12.   | 30. 11.             | Aspen                  | Šárka Záhrobská                   |
| 22. 12.             | Alta Badia             | Ivica Kostelić         | 14. 12.             | La Molina              | Maria Rieschová                   |
| 6. 1.               | Záhřeb                 | Jean-Baptiste Grange   | 29. 12.             | Semmering              | Maria Rieschová                   |
| 11. 1.              | Adelboden              | Reinfried Herbst       | 4. 1.               | Záhřeb                 | Maria Rieschová                   |
| 18. 1.              | Wengen                 | Manfred Pranger        | 11. 1.              | Maribor                | Maria Rieschová                   |
| 25. 1.              | Kitzbühel              | Julien Lizeroux        | 30. 1.              | Garmisch-Partenkirchen | Lindsey Vonnová                   |
| 27. 1.              | Schladming             | Reinfried Herbst       | 7. 3.               | Ofterschwang           | Sandrine Aubert                   |
| 1. 2.               | Garmisch-Partenkirchen | Manfred Mölgg          | 13. 3.              | Åre                    | [[]]                              |
| 1. 3.               | Kranjska Gora          | Julien Lizeroux        |                     |                        |                                   |
| 14. 3.              | Åre                    | [[]]                   |                     |                        |                                   |
| Superkombinace muži | Superkombinace muži    | Superkombinace muži    | Superkombinace ženy | Superkombinace ženy    | Superkombinace ženy               |
| 4. 12.              | Beaver Creek           | přesunuto na 12. 12.   | 19. 12.             | Svatý Mořic            | Anja Pärsonová                    |
| 12. 12.             | Val-d'Isère            | Benjamin Raich         | 17. 1.              | Altenmarkt             | Lindsey Vonnová                   |
| 16. 1.              | Wengen                 | Carlo Janka            | 20. 2.              | Tarvisio               | Maria Rieschová                   |
| 22. 2.              | Sestriere              | Romed Baumann          |                     |                        |                                   |
| Kombinace muži      | Kombinace muži         | Kombinace muži         | Kombinace ženy      | Kombinace ženy         | Kombinace ženy                    |
| 24.–25. 1.          | Kitzbühel              | Silvan Zurbriggen      |                     |                        |                                   |

## Velký křišťálový globus
| *    | Lyžař                | Body | *    | Lyžař               | Body |
| Muži | Muži                 | Muži | Ženy | Ženy                | Ženy |
| ---- | -------------------- | ---- | ---- | ------------------- | ---- |
| 1.   | Benjamin Raich       | 837  | 1.   | Lindsey Vonnová     | 1588 |
| 1.   | Ivica Kostelic       | 837  | 2.   | Maria Rieschová     | 1219 |
| 3.   | Aksel Lund Svindal   | 829  | 3.   | Anja Pärsonová      | 990  |
| 4.   | Jean-Baptiste Grange | 777  | 4.   | Kathrin Zettelová   | 985  |
| 5.   | Didier Cuche         | 763  | 5.   | Tanja Poutiainenová | 802  |

## Malý křišťálový globus
| *    | Lyžař                  | Body | *    | Lyžař                 | Body |
| Muži | Muži                   | Muži | Ženy | Ženy                  | Ženy |
| ---- | ---------------------- | ---- | ---- | --------------------- | ---- |
| 1.   | Michael Walchhofer     | 470  | 1.   | Lindsey Vonnová       | 410  |
| 2.   | Didier Défago          | 337  | 2.   | Dominique Gisinová    | 291  |
| 3.   | Klaus Kröll            | 395  | 3.   | Andrea Fischbacherová | 281  |
| 4.   | Manuel Osborne-Paradis | 299  | 4.   | Tina Mazeová          | 240  |
| 5.   | Bode Miller            | 275  | 5.   | Nadia Fanchini        | 226  |

| *    | Lyžař              | Body | *    | Lyžař                         | Body |
| Muži | Muži               | Muži | Ženy | Ženy                          | Ženy |
| ---- | ------------------ | ---- | ---- | ----------------------------- | ---- |
| 1.   | Hermann Maier      | 231  | 1.   | Fabienne Suter                | 376  |
| 2.   | Aksel Lund Svindal | 212  | 2.   | Lindsey Vonnová               | 361  |
| 3.   | Didier Défago      | 210  | 3.   | Nadia Fanchini                | 316  |
| 4.   | Werner Heel        | 156  | 4.   | Jessica Lindellová-Vikarbyová | 216  |
| 5.   | Klaus Kröll        | 142  | 5.   | Anja Pärsonová                | 206  |

| *    | Lyžař                 | Body | *    | Lyžař               | Body |
| Muži | Muži                  | Muži | Ženy | Ženy                | Ženy |
| ---- | --------------------- | ---- | ---- | ------------------- | ---- |
| 1.   | Didier Cuche          | 414  | 1.   | Kathrin Zettelová   | 469  |
| 1.   | Benjamin Raich        | 362  | 2.   | Tanja Poutiainenová | 428  |
| 3.   | Ted Ligety            | 341  | 3.   | Elisabeth Görglová  | 297  |
| 4.   | Massimiliano Blardone | 299  | 4.   | Tina Mazeová        | 268  |
| 5.   | Aksel Lund Svindal    | 260  | 5.   | Denise Karbon       | 242  |

| *    | Lyžař                | Body | *    | Lyžař               | Body |
| Muži | Muži                 | Muži | Ženy | Ženy                | Ženy |
| ---- | -------------------- | ---- | ---- | ------------------- | ---- |
| 1.   | Jean-Baptiste Grange | 481  | 1.   | Maria Rieschová     | 625  |
| 2.   | Ivica Kostelic       | 432  | 2.   | Lindsey Vonnová     | 440  |
| 3.   | Manfred Pranger      | 389  | 3.   | Šárka Záhrobská     | 399  |
| 4.   | Reinfried Herbst     | 376  | 4.   | Tanja Poutiainenová | 374  |
| 5.   | Julien Lizeroux      | 339  | 5.   | Kathrin Zettelová   | 280  |

### Kombinace
| *    | Lyžař             | Body | *    | Lyžař              | Body |
| Muži | Muži              | Muži | Ženy | Ženy               | Ženy |
| ---- | ----------------- | ---- | ---- | ------------------ | ---- |
| 1.   | Carlo Janka       | 242  | 1.   | Anja Pärsonová     | 205  |
| 2.   | Silvan Zurbriggen | 231  | 2.   | Lindsey Vonnová    | 180  |
| 3.   | Romed Baumann     | 169  | 3.   | Kathrin Zettelová  | 162  |
| 4.   | Ivica Kostelic    | 166  | 4.   | Maria Rieschová    | 150  |
| 5.   | Benjamin Raich    | 165  | 5.   | Elisabeth Görglová | 113  |

## Pohár národů
| *      | Stát      | Body   | *    | Stát      | Body | *    | Stát      | Body |
| Celkem | Celkem    | Celkem | Muži | Muži      | Muži | Ženy | Ženy      | Ženy |
| ------ | --------- | ------ | ---- | --------- | ---- | ---- | --------- | ---- |
| 1.     | Rakousko  | 8713   | 1.   | Rakousko  | 4860 | 1.   | Rakousko  | 3853 |
| 2.     | Švýcarsko | 6630   | 2.   | Švýcarsko | 3565 | 2.   | Švýcarsko | 3065 |
| 3.     | Itálie    | 5019   | 3.   | Itálie    | 2883 | 3.   | Itálie    | 2136 |
| 4.     | USA       | 3768   | 4.   | Francie   | 2278 | 4.   | Švédsko   | 2056 |
| 5.     | Francie   | 3669   | 5.   | USA       | 1747 | 5.   | USA       | 2021 |